# SZ Близнецов
SZ Близнецов (лат. SZ Geminorum) — двойная звезда в созвездии Близнецов на расстоянии приблизительно 5 550 световых лет (около 1 702 парсек) от Солнца. Видимая звёздная величина звезды — от +12,25m до +10,98m.

## Характеристики
Первый компонент — белая пульсирующая переменная звезда типа RR Лиры (RRAB) спектрального класса A0. Масса — около 1,4 солнечной, радиус — около 5,031 солнечных, светимость — около 7,3 солнечных. Эффективная температура — около 6600 К.
Второй компонент — коричневый карлик. Масса — около 56,09 юпитерианских. Удалён на 1,931 а.е..